# Grammomys
Grammomys (Thomas, 1915) è un genere di roditori della famiglia dei Muridi, comunemente noti come ratti di boscaglia.

## Descrizione

### Dimensioni
Al genere Grammomys appartengono roditori di medie e piccole dimensioni, con lunghezza della testa e del corpo tra 85 e 145 mm, la lunghezza della coda tra 130 e 205 mm e un peso fino a 69 g.

### Caratteristiche craniche e dentarie
Il cranio ha una scatola cranica ampia, le creste sopra-orbitali poco sviluppate o assenti e la bolla timpanica piccola.
Sono caratterizzati dalla seguente formula dentaria:

### Aspetto
Il corpo è snello. La coda è molto più lunga della testa e del corpo ed è ricoperta di peli nell'estremità terminale. Il piede è corto e largo, adattato alla vita arboricola. Il quinto dito è più lungo dell'alluce. sono presenti inoltre 6 piccoli cuscinetti sulla superficie plantare. Le femmine hanno 2 paia di mammelle inguinali. Alcune specie hanno un paio di mammelle pettorali aggiuntive.

## Distribuzione e habitat
Questo genere è diffuso nell'Africa subsahariana.

## Tassonomia
Il genere comprende 14 specie:
- Grammomys aridulus
- Grammomys brevirostris
- Grammomys buntingi
- Grammomys caniceps
- Grammomys cometes
- Grammomys dolichurus
- Grammomys dryas
- Grammomys gigas
- Grammomys ibeanus
- Grammomys kuru
- Grammomys macmillani
- Grammomys minnae
- Grammomys poensis
- Grammomys selousi